# Blues Brothers 2000
Blues Brothers 2000 (Brasil: Os Irmãos Cara de Pau 2000 / Portugal: Blues Brothers 2000 - O Mito Continua) é um filme de 1998, do gênero comédia musical, dirigido por John Landis.
Continuação do filme de 1980 (The Blues Brothers), (Os Irmãos Cara de Pau), tem no elenco John Goodman, Joe Morton e o menino de 10 anos J. Evan Bonifant, como um novo integrante Blues Brothers. Aretha Franklin e James Brown reaparecem. Nos vários números musicais estão Sam Moore, dentre outros. Com participações dos "deuses" do "R&B" como B.B. King e James Brown, entre várias perseguições de carro e situações divertidas criadas por Elwood. Entre essas performances estão "Respect", com Eddie Floyd, Wilson Pickett e Jonny Lang, e "John The Revelator", interpretada por um coral gospel liderado por Taj Mahal e James Brown. O ponto alto é o concurso de bandas no fim do filme, onde a "Blues Brothers Band" enfrenta a "Louisiana Gator Boys", banda formada por, B.B. King, Jeff Baxter, Gary U.S. Bonds, Eric Clapton, Clarence Clemons, Paul Shaffer, Jack DeJohnette, Bo Diddley, John Faddis, Isaac Hayes, Dr. John, Tommy McDonnell, Charlie Musselwhite, Billy Preston, Lou Rawls, Koko Taylor, Travis Tritt, Jimmie Vaughan, Grover Washington Jr., Willie Weeks, Steve Winwood.

## Sinopse
Dezoito anos depois da primeira missão dos irmãos Cara-de-pau, Elwood (Dan Aykroyd) está saindo da cadeia e descobrindo que muita coisa mudou enquanto ele esteve preso. Seu irmão e parceiro Jake morreu, sua banda se separou e o orfanato onde cresceu foi demolido, Logo, Elwood percebe que precisa embarcar em uma nova missão, que será reunir a velha banda, desta vez com ajuda de um tristonho barman (John Goodman) e seu fiel carro Bluesmóvel, para competir no concurso de bandas da Rainha Moussette (Erykah Badu) e ainda colocar um problemático órfão chamado Buster no caminho da redenção. No meio dessa confusão, ele tem que provar à polícia que não sequestrou o problemático orfão e que o chefe da polícia é seu meio irmão.

## Música
O Louisiana Gator Boys foi um grupo criado para o filme Blues Brothers 2000. Enfrentam The Blues Brothers, em uma batalha de bandas. A banda inclui:
- - B.B. King como Melvin Gasperone - Vocais e guitarra
  - Jeff "Skunk" Baxter - guitarra
  - Gary U. S. Bonds - vocais
  - Eric Clapton - voz e guitarra
  - Clarence Clemons - vocais, saxofone tenor e pandeiro
  - Jack DeJohnette - bateria
  - Bo Diddley - voz e guitarra
  - Jon Faddis - trompete
  - Isaac Hayes - vocais
  - Dr. John - vocal e piano
  - Tommy "Pipes" McDonnell - vocais
  - Charlie Musselwhite - vocais e gaita
  - Billy Preston - voz e sintetizador
  - Lou Rawls - vocais
  - Joshua Redman - saxofone tenor
  - Paul Shaffer - diretor e vocais
  - Koko Taylor - vocais
  - Travis Tritt - voz e guitarra
  - Jimmie Vaughan - vocal e guitarra
  - Grover Washington, Jr. - saxofone barítono
  - Willie Weeks - baixo
  - Steve Winwood - vocais e órgão

## Elenco
Principal
- Dan Aykroyd como Elwood Blues - gaita e vocais
- John Goodman como Mighty Mack McTeer - vocals
- J. Evan Bonifant como Buster Blues - vocais e gaita
- Steve Cropper como o "Coronel" Cropper - guitarra e voz ritmo
- Donald "Duck" Dunn como Donald "Duck" Dunn - bass guitar
- Murphy Dunne como Murphy "Murph" Dunne - teclados
- Willie Hall como "muito grande" Hall - bateria e percussão
- Tom Malone como Tom "Bones" Malone - trombone, saxofone tenor e voz
- Lou Marini como "Blue Lou" Marini - saxofone alto e saxofone tenor e voz
- Matt Murphy como Matt "Guitar" Murphy - guitarra solo
- Alan Rubin como Alan "Mr. Fabulous" Rubin - trompete, percussão e voz
- Junior Wells como ele próprio
- Lonnie Brooks como ele próprio
- Blues Traveler como eles próprios
- Jonny Lang como Custodiante
- Eddie Floyd como Ed
- Wilson Pickett como o Sr. Pickett
- Aretha Franklin como Mrs. Murphy
- Esther Ridgeway como Mrs. Murphy's Friend
- Gloria Ridgeway como Mrs. Murphy's Friend
- Gracie Ridgeway como Mrs. Murphy's Friend
- Sam Moore como Reverendo Morris
- James Brown como Reverendo James Cleophus
- Paul Shaffer como Marco / e ele próprio
- Erykah Badu como Rainha Mousette

Outros personagens
- Joe Morton como Cab Chamberlain
- Nia Peeples como Tenente Elizondo
- Kathleen Freeman como Madre Maria Estigmas
- Frank Oz como Warden
- Steve Lawrence como Maury sLine
- Darrell Hammond como Robertson
- Michael Bondar como Russo Thug 1
- Slavko Hochevar como Russo Thug 2
- Igor Syyouk como Tstetsevkaya
- Victor Pedtrchenko como Ivan
- Wally Alto como Russo Thug 3
- Richard Kruk como Russo Thug 4
- John Lyons como Russo Thug 5
- Jeff Morris como Bob